# Hieracium glaucomorphum
Hieracium glaucomorphum es una especie de planta con flor del género Hieracium, de la familia Asteraceae, orden Asterales.

## Distribución
Hieracium glaucomorphum se distribuye por Alemania y Suiza.

## Taxonomía
Fue descrita científicamente por Zahn.
Tratamiento taxonómico
La especie aparece registrada y publicada en W.D.J.Koch, Syn. Deut. Schweiz. Fl.